# Pointe Émilienne
La pointe Émilienne est un sommet des Alpes françaises situé en bordure du parc national de la Vanoise, en Savoie.

## Géographie
La pointe Émilienne est située dans le massif de la Vanoise, entre l'aiguille du Fruit au sud-est et la Petite Saulire au nord-ouest. Culminant à 2 598 mètres d'altitude, elle se dresse au milieu du col du Fruit. Elle est intégralement incluse dans le parc national de la Vanoise dont la limite passe juste à l'ouest à ses pieds.

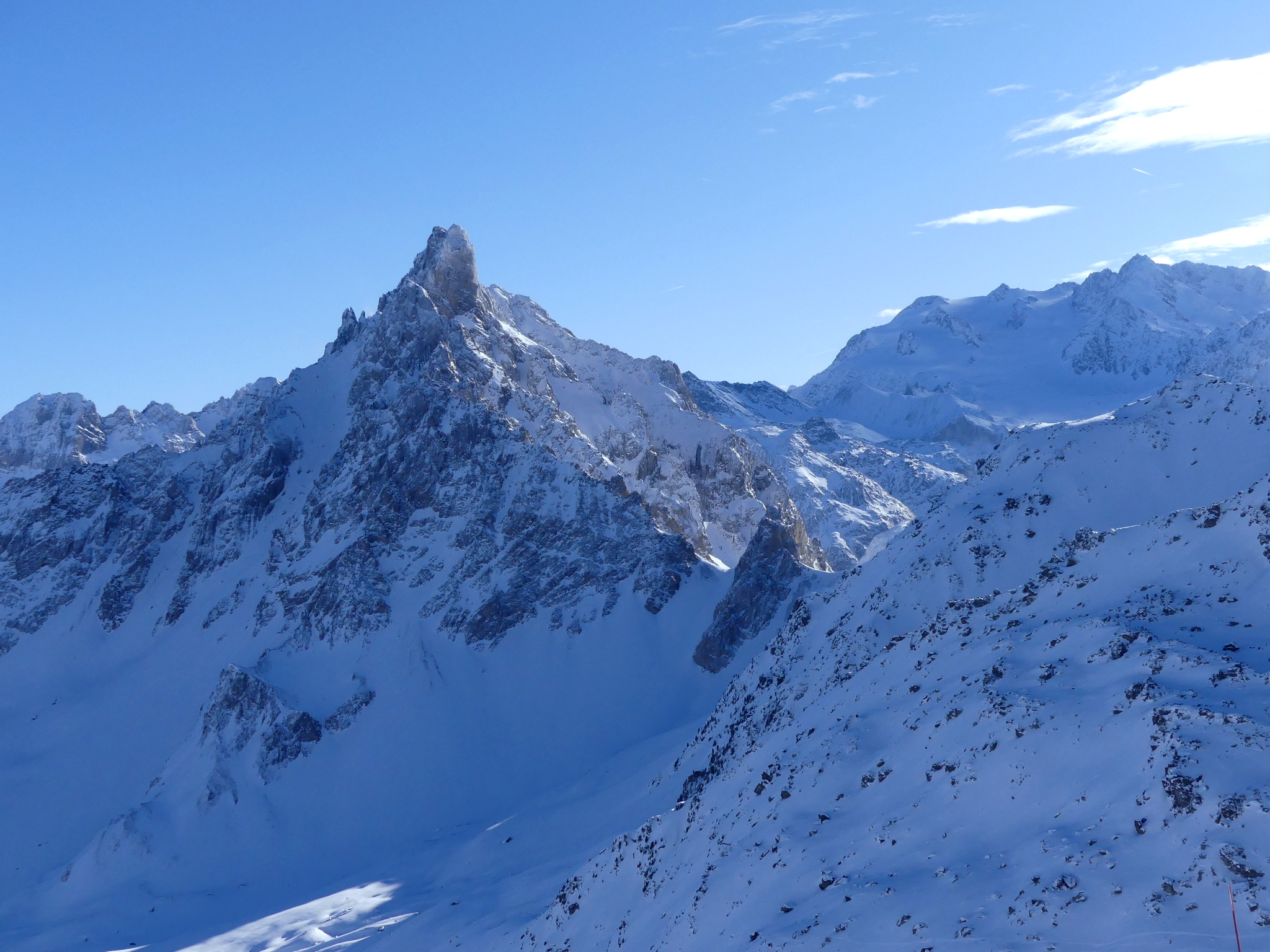
Vue depuis le sommet de la Saulire au nord-nord-ouest de l'aiguille du Fruit avec à ses pieds la pointe Émilienne et au loin à droite les aiguilles de Péclet et de Polset.